# Centre hospitalier universitaire de Pontevedra
Le centre hospitalier universitaire de Pontevedra (CHOP) est un centre hospitalier universitaire dans la province de Pontevedra en Espagne qui rassemble  trois hôpitaux dans son bassin de santé: l'hôpital Montecelo et l'hôpital Provincial de Pontevedra à Pontevedra ville et l’hôpital du Salnés.

## Localisation
L'hôpital Montecelo est situé à la périphérie de la ville, à Mourente. L'hôpital provincial de Pontevedra, est situé au cœur de la ville, 2 rue Doctor Loureiro Crespo.

## Histoire
En 1439, Pontevedra comptait trois hôpitaux : l'hôpital Santiaguiño del Burgo, pour les pèlerins pauvres, l'hôpital Virgen del Camino pour les lépreux et, à A Moureira, l'hôpital Gafos, situé à l'embouchure de la rivière Gafos.
C'est au milieu de cette année-là, en 1439, que D.ª Teresa Pérez Fiota, fit un testament pour fonder un hôpital d'assistance aux pauvres, qui s'appellera Hôpital do Corpo de Deus, qui, avec le temps, sera connu sous le nom d'Hôpital du Corpus Christi et, plus tard, en 1579, sous le nom d'Hôpital San Juan de Dios, qui sera démoli en 1896 pour bâtir dans un autre secteur de la ville un nouvel hôpital, l’hôpital provincial de Pontevedra.
Le premier grand hôpital de la ville a été l'Hôpital Provincial de Pontevedra. La décision de créer cet hôpital a été prise par le conseil municipal en 1890. En 1897, les premiers patients ont été admis. En 1928, il a été transféré à la Députation Provinciale de Pontevedra (Conseil provincial). À l'hôpital, de préférence chirurgical, des opérations de pointe ont été effectuées pour son époque. Les médecins de l'hôpital étaient d'une grande importance dans la vie de la ville. En 1936, l'hôpital était principalement utilisé comme hôpital de guerre.
Le deuxième et plus grand hôpital de la ville est l'hôpital Montecelo, créé en 1973. Il a été inauguré en mai 1974 par le ministre du Travail Licinio de la Fuente.
Le Service de santé galicien de la Junte de Galice a décidé d'intégrer ces deux hôpitaux dans un complexe hospitalier appelé Complejo Hospitalario de Pontevedra (CHOP) en 1996.
Le  CHOP (Complejo Hospitalario de Pontevedra) a été déclaré Centre hospitalier universitaire (CHU) en novembre 2012.
La déclaration en tant que Centre Hospitalier Universitaire (CHU) a permis que les hôpitaux de Pontevedra puissent dispenser des cours dans le cadre du diplôme universitaire de médecine de l'Université de Saint-Jacques-de-Compostelle et d'autres diplômes en sciences de la santé tels que l'infirmerie ou la kinésithérapie, qui sont présents sur le Campus de Pontevedra.
La Junte de Galice a lancé en 2020 la construction d'un nouvel hôpital pour la ville de Pontevedra et son aire urbaine et bassin de santé ayant plus de spécialités que l'actuel, dont  radiothérapie, médecine nucléaire et soins intensifs néonatals et pédiatriques et avec une capacité de 724 lits. Ce nouvel hôpital de 10 étages s'appellera Grand Montecelo,.

## Description

### Établissements

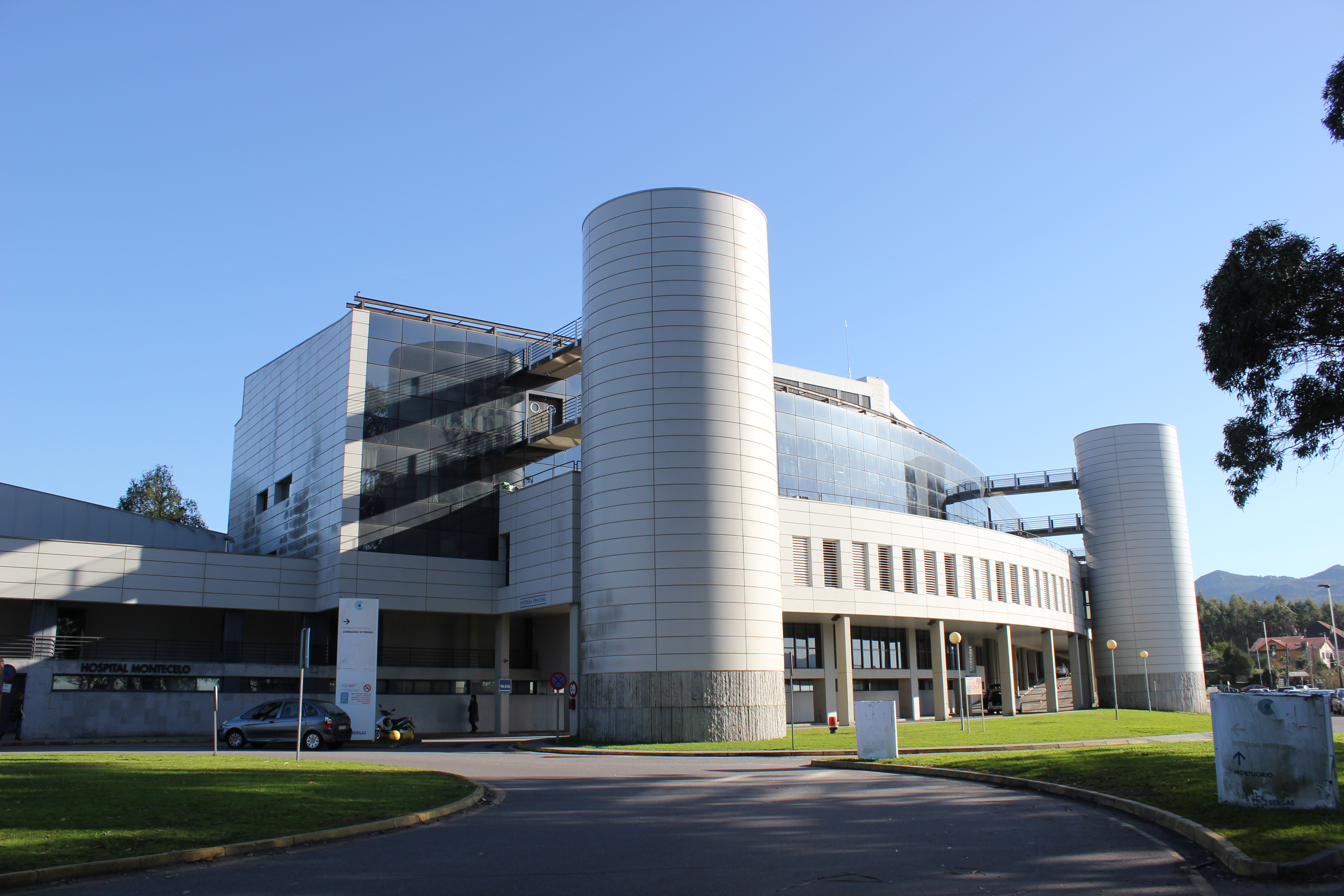
Entrée de l'hôpital Montecelo.

Le CHOP comprend deux hôpitaux à Pontevedra :
- Hôpital Montecelo.
- Hôpital provincial de Pontevedra.

Il existe en plus un hôpital qui dépend du bassin sanitaire de Pontevedra :
- Fondation Hôpital du Salnés

En plus, le centre médical spécialisé Casa del Mar, dans le quartier de Mollavao à Pontevedra, y est rattaché.
Le CHU de Pontevedra offre des soins de santé publique à la population du centre et du nord de la province de Pontevedra. L'attention est portée sur les communes, outre la capitale Pontevedra, suivantes : Barro, Bueu, Caldas de Reis, Campo Lameiro, Cerdedo-Cotobade, Cuntis, Forcarei, O Grove, A Lama, Marín, Meaño, Meis, Moraña, Poio, Ponte Caldelas, Portas, Sanxenxo, Soutomaior et Vilaboa.
C'est également un centre hospitalier de référence pour les patients de l'hôpital du Salnés, inclus dans le bassin de santé de Pontevedra.
| Bassin de santé de Pontevedra                                                                       | Bassin de santé de Pontevedra                     | Bassin de santé de Pontevedra | Sous-bassin du Salnés                                                           |
| --------------------------------------------------------------------------------------------------- | ------------------------------------------------- | ----------------------------- | ------------------------------------------------------------------------------- |
| Barro Bueu Caldas de Reis Campo Lameiro Cerdedo-Cotobade Cuntis Forcarei O Grove A Lama Marín Meaño | Meis Moraña Pontevedra Poio Ponte Caldelas Portas | Sanxenxo Soutomaior Vilaboa   | Cambados Catoira Île d'Arousa Ribadumia Vilagarcía de Arousa Vilanova de Arousa |

Le CHU de Pontevedra est un centre hospitalier de référence pour plus de 300.000 patients. Son personnel est composé de 2 608 travailleurs.

### Offre de soins et spécialités
L'offre de soins comprend les spécialités suivantes:
- Allergie
- Analyses médicales
- Anatomie pathologique
- Anesthésiologie et réanimation
- Angiologie - Chirurgie vasculaire
- Système digestif
- Hospitalisation à domicile
- Banque de tissus humains
- Biochimie clinique
- Cardiologie
- Chirurgie ambulatoire majeure et mineure
- Chirurgie générale et chirurgie digestive
- Chirurgie orthopédique et Traumatologie
- Soins néonatals intermédiaires
- Soins palliatifs
- Dermatologie
- Dialyse
- Endocrinologie
- Soins infirmiers Obstétrique - Gynécologie
- Soins infirmiers généraux
- prélèvement d'organes
- Prélèvement de sang pour le don
- Pharmacie
- Kinésithérapie
- Orthophonie
- Hématologie
- Hémodynamique
- Greffe de tissus
- Immunologie
- Insémination artificielle
- Laboratoire d'hématologie
- Laboratoire de sperme pour la formation des spermatozoïdes
- Orthophonie
- Médecine du travail
- Médecine intensive
- Médecine interne
- Médecine préventive
- Microbiologie et Parasitologie
- Néphrologie
- Pneumologie
- Neurophysiologie
- Neurologie
- Obstétrique et Gynécologie
- Obtention de tissus
- Odontologie - Stomatologie
- Ophtalmologie
- Oncologie
- Otorhinolaryngologie
- Pédiatrie
- Planification familiale
- Prévention des risques professionnels
- Psychologie clinique
- Psychiatrie
- Radiologie médicale
- Rééducation
- Service de transfusion
- Ergothérapie
- Traumatologie et Orthopédie
- Gestion de la douleur
- Urgences
- Urologie